# Spilosoma guerini
Spilosoma guérini là một loài bướm đêm thuộc phân họ Arctiinae, họ Erebidae.